# ملا عبدالله بهابادی

آرامگاه منسوب به ملا عبدالله بهابادی (صاحب حاشیه) در شهر بهاباد

ملا عبدالله بهابادی (درگذشتهٔ ۹۸۱ قمری_اصالتا از قوم لک)، فیلسوف، منطق‌دان و مؤلف «الحاشیه علی تهذیب المنطق» مشهور به حاشیه ملا عبدالله حاشیه‌ای است بر کتاب «تهذیب المنطق» تفتازانی که تا به امروزه نیز یکی از کتب معروف در حوزه‌های علمیه می‌باشد. وی و نوادگانش حدود ۱۰۰ سال تولیت مقدس بارگاه علوی بودند. وی در علم تفسیر نیز سه کتاب دارد و در فقه چند اثر و در فلسفه و کلام و بلاغت نیز آثاری دارد که توسط کنگره بزرگداشت وی در دست چاپ است. مجموع آثار او به بیست عدد می‌رسد که اغلب عربی و بعضاً فارسی است.
علی خامنه ای در مورد او می‌گوید: «ملاعبدالله صاحب حاشیه، که مال همین بهاباد شماست استاد شیخ بهایی -معاصر با مقدس اردبیلی-استاد منطق و فلسفه و ریاضیات و صاحب مدرک بوده‌است.»

## مدفن
محل دفن وی در نجف، اصفهان و بهاباد هر سه نقل شده‌است. هم‌اکنون مقبره‌ای به نام وی در شهرستان بهاباد استان یزد، در ۲۲۰ کیلومتری شمال شرقی شهر یزد واقع است.
مرتضی مطهری در کتاب خدمات متقابل ایران و اسلام در صفحه ۵۸۰ دربارهٔ شخصیت آخوند ملا عبدالله آورده‌است:
ملا عبدالله یزدی صاحب حاشیه معروف بر منطق التهذیب که به حاشیه ملا عبدالله معروف و کتاب درسی طلاب در منطق است. بعضی مدعی شده‌اند که از علوم شرعیه بی‌اطلاع بوده‌است، ولی برعکس، هم فقیه بوده و هم اهل معقول، خصوصاً منطق. در شیراز نزد جمال‌الدین محمود سابق‌الذکر و امیر غیاث‌الدین دشتکی تحصیل کرده‌است در آخر عمر به عراق رفته و مجاور شده و در همان‌جا در سال ۹۸۱ درگذشته‌است.